# Nokia C2-02
Le Nokia C2-02 est un modèle de téléphone mobile de Nokia.